# 埼玉県加須市長選挙無効事件
埼玉県加須市長選挙無効事件（さいたまけんかぞしちょうせんきょむこうじけん）は、1975年に実施された加須市長選挙の管理業務が部落解放同盟と市同和対策課から干渉を受け、選挙やり直しに至った事件。本件においては、選挙管理委員会が選挙運動用ポスターの内容を審査する権限がないことを判示し、選挙の自由公正を著しく阻害したとして、選挙無効の判決を言い渡した。

## 経緯
1975年6月29日、加須市長選挙がおこなわれた。このとき、現職・梅沢一郎市長の同和行政を批判する中田重蔵・元市長が、自らの選挙ポスターに「同和対策是か非か」というスローガンを掲載した。
これを問題視した部落解放同盟は、加須市の同和対策課に圧力をかけて選挙管理委員会にポスターの撤去を要求した。選挙管理委員会から拒否されると、同和対策課は掲示済のポスターに紙を貼り、当該スローガンが書かれた部分を隠蔽。これに対し、中田元市長が選挙干渉による選挙無効を主張して提訴した。

## 判決
1976年2月25日、東京高等裁判所は「部落差別を許さないことは、憲法の規定をまつまでもなく、現代社会の基本理念であるが、それと、そのためにどのような対策を行うか、その方策如何の問題は全く別個の事項である。これらの事項について論ずることはまさに言論の自由に属する」「また、仮に（中略）差別を助長するような言論をなす者があったとしても、これを公権力によって抑圧することが適法かどうかも全く別の問題である。言論に対しては言論をもってすべきが現代社会の常法であろう」との判断を示して「不当な選挙干渉」があったことを認定し、選挙自体を無効とした。
1976年9月30日、最高裁判所も「市同和対策課の行為は、ポスターの文言の取消を求めたばかりか、それにとどまらず、同和対策批判の主張そのものを問題としてこれらを封じようとしたものであった」との判断を示して上告を棄却。これにより同判決が確定した。